# Dragon's Breath
Il Dragon's Breath è un peperoncino di intensità di 2 480 000 unità Scoville, che lo rende il secondo peperoncino più piccante di sempre, dopo il Pepper X e prima del Carolina reaper.

## Sviluppo
La pianta fu inizialmente sviluppata grazie ad una collaborazione tra il produttore di Neal Price, NPK Technology, e l'Università di Nottingham Trent durante un test per la creazione di speciali piante da frutto. Il suo olio essenziale ha proprietà di anestetico della pelle. La pianta è coltivata nella contea di Denbighshire, in Galles, da Mike Smith.

## Piccantezza
Il peperoncino Dragon's Breath ha una piccantezza di 2 480 000 unità Scoville, sorpassando i 2 200 000 del Carolina reaper, il precedente peperoncino più piccante al mondo, ma è stato in seguito sorpassato dal Pepper X con le sue 2 693 000 unità Scoville. Tuttavia, il Guinness World Records ha continuato a considerare il Carolina reaper come il più piccante al mondo fino all'agosto 2023, quando fu riconosciuto il sorpasso di Pepper X.
I ricercatori dell'Università di Nottingham Trent hanno capito che una delle potenzialità del peperoncino è quella di poterne ricavare un olio essenziale utile come anestetico per pazienti allergici ad altri anestetici o che si trovano in paesi dove essi sono troppo costosi. Gli esperti universitari avvertono tuttavia che l'ingerimento del peperoncino può provocare shock anafilattico o allergie.